# کلید آنالوگ
کلید آنالوگ (Analog Switch)، یک قطعهٔ الکترونیکی است که مانند یک سوییچ یا رله عمل می‌کند ولی هیچ قسمت متحرکی ندارند. این نوع کلید عموماً با استفاده از یک جفت ترانزیستور ماس‌فت ساخته می‌شود، یکی نوع N و دیگری نوع P.

## پارامرهای مهم در این نوع سوئیچ
- مقاومت حالت روشن: از ۵ تا چند صد اهم
- مقاومت حالت خاموش: در حدود مگااهم و گیگااهم
- محدوده دامنهٔ سیگنال
- جریان بار